# Danièle Évenou
Pour les articles homonymes, voir Evenou.
Danièle Évenou, née le 21 février 1943 à Tunis (Tunisie), est une actrice française.

## Biographie

### Jeunesse
Née en Tunisie, c'est quelques jours après sa naissance que ses parents regagnent la Bretagne dont ils sont originaires. Danièle Évenou passera d'ailleurs toutes ses vacances chez ses grands-parents maternels près de Maël-Carhaix. Après avoir obtenu un diplôme de sténodactylo, elle se forme au Cours Charles Dullin avec Alain Cuny.
À l'âge de 27 ans, elle est internée et subit des électrochocs pour traiter sa spasmophilie.

### Carrière
En 1965, Danièle Évenou joue dans la série Quelle famille ! en interprétant le rôle de Cloclo. Mais son rôle le plus notable, qui l’accrédita définitivement aux yeux du public, est celui de la contractuelle Marie Lorieux, rôle qu'elle a interprété de 1984 à 1991 dans la série télévisée Marie Pervenche.
À la télévision, elle est une invitée récurrente de L'Académie des neuf dans les années 1980.
Elle a participé régulièrement à l'émission On va s'gêner de Laurent Ruquier sur Europe 1.
Le 15 février 2013, elle est candidate au jeu Splash : Le Grand Plongeon, où elle plonge d'une hauteur de 5 mètres. Néanmoins, elle n’est pas qualifiée pour la finale.
Après une première tentative fin 2014, on la retrouve plus régulièrement, depuis le 22 janvier 2018, aux côtés de Laurent Ruquier et son équipe sur RTL dans Les Grosses Têtes.
En 2016, elle est élue à l'académie Alphonse-Allais.
Le 2 mai 2018, elle participe à la version célébrités de l'émission Top Chef sur M6 et remporte la compétition.
En 2021, elle joue dans Monsieur Constant d'Alan Simon qui sort début 2023. Elle partage l'affiche avec Jean-Claude Drouot, Cali, Sacha Bourdo, Gabrielle et Juliette Pélissier, Mikhail Zhigalov, Jean-Yves Lafesse, Jean-Jacques Chardeau.

### Engagement
Lors de la campagne pour l'élection présidentielle de 2007, Danièle Évenou soutient Ségolène Royal.
Lors de la campagne pour l'élection présidentielle de 2017, elle participe à un meeting de soutien au candidat En marche ! Emmanuel Macron le 17 avril à Bercy.

### Vie privée
La vie privée de Danièle Évenou côtoie celle de quelques autres célébrités, dont Jacques Brel qui lui donne un rôle dans les deux films qu'il réalise, Franz et Le Far West.
Elle se marie une première fois en 1968 avec François Nocher, dont elle divorce.
De 1973 à 1980, elle a pour compagnon l'animateur de télévision Jacques Martin avec qui elle a eu deux fils devenus comédiens : Frédéric Martin et Jean-Baptiste Martin.
En 1983, elle rencontre le journaliste et ancien ministre de la Communication Georges Fillioud, qu'elle épouse le 14 septembre 1996, et avec qui elle vit jusqu'à la mort de celui-ci, en 2011.
À partir de 2014, elle partage la vie de Jean-Pierre Baiesi, dirigeant d'une petite société de montage cinéma au Mesnil-Simon (Eure-et-Loir). Ce dernier meurt d'un cancer en octobre 2018, à l'âge de 59 ans.

## Filmographie

### Cinéma
- 1962 : Les Parisiennes, sketch Sophie de Marc Allégret : une collégienne
- 1962 : Un chien dans un jeu de quilles de Fabien Collin : Cathy
- 1966 : Le Saint prend l'affût de Christian-Jaque avec Jean Marais : Sophie Chartier, la fille d'Oscar
- 1969 : La Honte de la famille de Richard Balducci : Martine Hadol
- 1972 : Franz de Jacques Brel : Catherine
- 1972 : Les Caïds de Robert Enrico : Kiki, la compagne de Jock
- 1973 : Na !, film de Jacques Martin : Betty
- 1973 : Le Far West, film de Jacques Brel : Danièle
- 1976 : Les vécés étaient fermés de l'intérieur de Patrice Leconte : Gwendolyne Kernadet
- 1980 : C'est encore loin l'Amérique ? de Roger Coggio : Claire
- 1986 : Suivez mon regard de Jean Curtelin : la meurtrière
- 2002 : Nha Fala de Flora Gomes avec Fatou N'Diaye : la mère de Pierre
- 2002 : Ma femme s'appelle Maurice de Jean-Marie Poiré : Mme Rivière, la boulangère
- 2012 : Un Marocain à Paris de Saïd Naciri : Mme Cohen
- 2014 : Fiston de Pascal Bourdiaux : Gigi
- 2019 : La Dernière Page, court-métrage d'Ivan Frésard : Daniele
- 2023 : Monsieur Constant d'Alan Simon : Odile
- 2024 : L'Ennemi public n° 0 d'Amalric Gérard : Grâce

### Télévision
- 1962 : Le Monsieur de 5 heures, téléfilm d'André Pergament : Gisèle
- 1963 : Les choses voient d'André Pergament : la secrétaire
- 1964 : Mademoiselle Molière (téléfilm)
- 1965 : Quelle famille ! (série télévisée) : Cloclo
- 1965 : Foncouverte, série télévisée de Robert Guez : Blanchette
- 1966 : Anatole (téléfilm) : Hora
- 1968 : Gorri le diable, feuilleton télévisé réalisé par Jean Goumain et Pierre Neurisse (à partir du roman de Jacques Celhay) : Maïder
- 1969 : L'Officier recruteur, téléfilm de Jacques Pierre : Melinda
- 1969 : Week-end (téléfilm) : Gonerill Bliss
- 1970 : Un taxi dans les nuages (saison 1, épisode 6 : Le tacot dans les nuages) : Marie
- 1972 : Les Cinq Dernières Minutes, épisode Chassé-croisé de Claude Loursais : Thérèse
- 1972 : Allô ! Juliette, téléfilm de Jacques Pierre : Juliette Coustard
- 1979 : Paris-Chamonix (téléfilm) : Aglaé
- 1981 : Samantha, téléfilm de Victor Vicas : Samantha
- 1982 : Allons voir si la rose (téléfilm) : Corinne
- 1983 : Retour à Cherchell, film d'André Cayatte (dans le cadre de l'émission Les Dossiers de l'écran) : Marie
- 1984 - 1991 : Marie Pervenche (série en 22 épisodes créée par Paul Andréota) : Marie Lorieux dite « Marie Pervenche »
- 1985 : La Famille Bargeot (série télévisée créée par Stéphane Collaro) : invitée
- 1986 : Espionne et tais-toi (saison 1, épisode 5 : Les vacances du pouvoir)
- 1990 : Salut les Musclés, épisode 57 : Du super dans le réservoir (partie 2) : la pervenche
- 1990 : Irina, impair et passe d'Abder Isker : Armelle Rome
- 1991 : Les dessous de la passion, téléfilm de Jean Marbœuf : Mme Ribot
- 1992 : Les Cœurs brûlés, feuilleton en 8 épisodes de Jean Sagols : Geneviève Mercier
- 1993 : Le ciel pour témoin,  téléfilm de Denis Amar : Carla
- 1993 : Le Bal,  téléfilm de Jean-Louis Benoît : Mme Duchatel
- 1994 : Les Yeux d'Hélène (Les Cœurs brulés 2), feuilleton en 9 épisodes  de Jean Sagols : Geneviève Mercier
- 1996 : Cœur de cible, téléfilm de Laurent Heynemann : elle-même
- 1997 : La Belle Vie, mini-série de Gérard Marx : Linda
- 1997 : La Passe montagne, téléfilm de Jean-Marc Seban : Mimi Servoz
- 1999 : Jacotte (série de 7 épisodes) : Jacotte
- 2000 : H (saison 2, épisode 18 : Une histoire de poste) : l'inspectrice de police
- 2008 : Le nouveau monde, téléfilm d'Étienne Dhaene : Mapi
- 2013 : Nos chers voisins fêtent l'été (prime time de la série Nos chers voisins) : la mère de Karine
- 2013 : À corde tendue, téléfilm de Pierre-Antoine Hiroz : Mireille
- 2015 : Le Family Show, téléfilm de Pascal Lahmani : Blanche Rioux
- 2018 : Commissaire Magellan, épisode 27 : Le Bassin des grands d'Étienne Dhaene : Monique Brisfère

## Théâtre
- 1961 : Le Repos du guerrier de Christiane Rochefort, mise en scène Jean Mercure, Théâtre de Paris
- 1964 : L'Étourdi ou les Contretemps de Molière, mise en scène Marc Lamole, Théâtre de l'Ambigu
- 1965 : Copains Clopant de Christian Kursner, mise en scène Francis Joffo, Théâtre Charles de Rochefort, Théâtre du Gymnase
- 1965 : À travers le mur du jardin de Peter Howard, mise en scène Marc Cassot, Théâtre des Arts
- 1966 : Anatole d'Arthur Schnitzler
- 1968 : Le Valet de Robin Maugham, adapté en français par Jacques Perry, mis en scène par Frith Banbury (en), avec Marika Green, et Anne-Marie Azzopardi, au Théâtre de la Renaissance[13].
- 1969 : Pour Karine d'Arieh Chen, mise en scène Jacques Mauclair, Théâtre des Mathurins
- 1969 : Le Bon Saint-Éloi de Pierrette Bruno, mise en scène Jacques Mauclair, Théâtre de la Potinière
- 1970 : Au théâtre ce soir : Doris de Marcel Thiébaut, mise en scène Jacques-Henri Duval, réalisation Pierre Sabbagh, Théâtre Marigny
- 1971 : Au théâtre ce soir : Pour Karine d'Arieh Chen, mise en scène Jacques Mauclair, réalisation Pierre Sabbagh, Théâtre Marigny
- 1971 : Au théâtre ce soir : Virage dangereux de John Boynton Priestley, mise en scène Raymond Rouleau, réalisation Pierre Sabbagh, Théâtre Marigny
- 1971 : Le Septième Commandement : Tu voleras un peu moins... de Dario Fo, mise en scène Jacques Mauclair, Théâtre national de l'Odéon
- 1972 : Au théâtre ce soir : Un mari idéal d'Oscar Wilde, mise en scène Raymond Rouleau, réalisation Pierre Sabbagh, Théâtre Marigny
- 1972 : Le Septième Commandement : Tu voleras un peu moins... de Dario Fo, mise en scène Jacques Mauclair, tournée
- 1976 : Au théâtre ce soir : Fanny et ses gens de Jerome K. Jerome, mise en scène Raymond Gérôme, réalisation Pierre Sabbagh, théâtre Édouard VII
- 1981 : Le Président de Thomas Bernhard, mise en scène Roger Blin, Théâtre de la Michodière
- 1982 : Au théâtre ce soir : Histoire de rire d'Armand Salacrou, mise en scène Jean-Laurent Cochet, réalisation Pierre Sabbagh, Théâtre Marigny
- 1984 : Au théâtre ce soir : Georges Courteline au travail impromptu de Sacha Guitry et Boubouroche de Georges Courteline, mise en scène Robert Manuel, réalisation Pierre Sabbagh, Théâtre Marigny
- 1986 : La Voisine de Daniel Colas, Théâtre La Bruyère
- 1986 : L'âge de monsieur est avancé de Pierre Etaix, mise en scène Jean Poiret, Comédie des Champs-Élysées
- 1987 : L'âge de monsieur est avancé de Pierre Etaix, mise en scène Jean Poiret, Théâtre des Célestins
- 1989 : Un fil à la patte de Georges Feydeau, mise en scène Pierre Mondy, Théâtre du Palais-Royal
- 1992 : La Mégère apprivoisée de William Shakespeare, mise en scène Yves Le Guillochet
- 1997 : Drôles d’oiseaux de Pierre Chesnot, mise en scène Jacques Mauclair, Théâtre du Palais-Royal
- 2000 : Sous les pavés, la plage de Philippe Bruneau et Rita Brantalou, mise en scène Jean-Luc Moreau, Théâtre Daunou
- 2001 : Ma femme est sortie de Jean Barbier, mise en scène Jean-Luc Moreau, tournée
- 2004-2005 : Et en plus c'est vrai (One woman Show)
- 2005 : Grosse chaleur de Laurent Ruquier, mise en scène Patrice Leconte, (reprise du rôle de Brigitte Fossey)
- 2006 : Si, si (One woman show)
- 2007-2008 : Les Vacances de Josepha de Dany Laurent, mise en scène Yves Pignot, Théâtre Rive Gauche
- 2009 : Le Mandat de Nikolaï Erdman, mise en scène Stéphane Douret tournée
- 2009 : Monique est demandée caisse 12" de Raphaël Mezrahi, (reprise du rôle de Evelyne Leclercq pour 3 représentations), Théâtre des Variétés
- 2011 : Le Trésor de Mamma Giulia de Jean-Pierre Alain et Jean Franco, mise en scène Guillaume Mélanie et Guillaume Bouchède, tournée
- 2012 : Célibats sur cour, de Jean-Marie Chevret, mise en scène Jean-Pierre Dravel et Olivier Macé, tournée
- 2014 : Le Don d'Adèle de Pierre Barillet et Jean-Pierre Grédy, mise en scène Agnès Boury, Théâtre Tête d'Or de Lyon, tournée
- 2015 : Pas folles les guêpes de Bruno Druart, mise en scène Jean-Pierre Dravel et Olivier Macé, tournée
- 2016 : Toc Toc de Laurent Baffie, mise en scène Laurent Baffie, Le Palace (Paris)
- 2018 : Tableaux de famille de Thierry Lassalle, les Théâtrales de Montfort et tournée
- 2018 : C'est pas du tout ce que tu crois d'Elodie Wallace et Manu Rui Silva, mise en scène Olivier Macé, tournée
- 2021 : L'avenir nous le dira d'Elodie Wallace et Manu Rui Silva, mise en scène Olivier Macé, tournée

## Émissions

### Télévision

#### Présentatrice
- 1972 : Gentil coquelicot, émission de variétés coprésentée avec Jacques Martin (ORTF)
- 1981 : L'école des fans sur Antenne 2 : remplaçante de Jacques Martin pour trois émissions
- 1983 : L'assasin est dans la ville (jeu télévisé sur TF1)

#### Chroniqueuse / participante / candidate
- 1982-1984 : L'Académie des neuf (Antenne 2) : participante
- 1994 : Élection de Miss France 1995 (France 3) : jurée
- 2007, 2013, 2015, 2020 : Fort Boyard (France 2) : participante
- 2007 : Pourquoi les manchots n'ont-ils pas froid aux pieds ? (France 2) : chroniqueuse
- 2012 : Un dîner presque parfait (M6) : candidate
- 2012 : On n'demande qu'à en rire (France 2) : jurée
- 2012 : Tous ensemble (TF1) : participante
- 2013 : Splash, le grand plongeon (TF1) : candidate
- 2013 : Jusqu'ici tout va bien (France 2) : chroniqueuse
- 2015-2016 : Comment ça va bien ! (France 2) : chroniqueuse
- 2016 : Le Meilleur Pâtissier Viip (M6) : candidate
- 2018 : Top Chef spécial célébrités (M6) : gagnante

### Radio
- 2014, 2018, 2019, 2022, 2023, 2024, 2025 : Les Grosses Têtes sur RTL : sociétaire

## Publication
- Rire pour ne pas pleurer, Calmann-Lévy, 2008  (ISBN 978-2702139394)